# Crenicichla lepidota
Crenicichla lepidota és una espècie de peix de la família dels cíclids i de l'ordre dels perciformes.

## Morfologia
Els mascles poden assolir els 18 cm de longitud total.

## Distribució geogràfica
Es troba a Sud-amèrica: conques dels rius Uruguai i Paranà.